# Parafia św. Józefa Oblubieńca w Wałbrzychu
Parafia św. Józefa Oblubieńca Najświętszej Maryi Panny w Wałbrzychu znajduje się w dekanacie Wałbrzych (południe) w diecezji świdnickiej. Została erygowana 1 października 20. Jej proboszczem jest ks. Tadeusz Wróbel, kanonik wałbrzyskiej kapituły kolegiackiej.

## Proboszczowie po 1945[1].
- 1. ks. Michał Wawro 1945–1958
- 2. ks. Marian Staneta 1958–1967
- 3. ks. Bernard Szczygielski 1967–1970
- 4. ks. Józef Mielczarek 1970–1981
- 5. ks. Józef Onufrów 1981–1983
- 6. ks. Tadeusz Szacoń 1983–2011
- 7. ks. Tadeusz Wróbel od 2011[2]